# Meredith Corporation
Die Meredith Corporation war ein US-amerikanisches Medienunternehmen aus Des Moines, Iowa. Das Unternehmen war im Aktienindex S&P 500 gelistet.
Meredith besaß verschiedenste Radio- und Fernsehstationen in den Vereinigten Staaten. Des Weiteren war Meredith der Herausgeber verschiedener Zeitungen und Zeitschriften. Meredith beschäftigte rund 3600 Mitarbeiter (Stand 2016).

## Unternehmensgeschichte
Das Unternehmen wurde 1902 von Edwin Meredith gegründet, als dieser die Zeitschrift Successful Farming herausbrachte. 1922 publizierte Meredith das Magazin Fruit, Garden and Home, das 1924 in Better Homes and Gardens umbenannt wurde. Seit dieser Zeit hat Meredith mehrere andere Magazin eingeführt. 1986 wurde das Magazin Ladies' Home Journal erworben und 2005 wurde das Frauenmagazin-Portfolio von Gruner+Jahr übernommen.
Am 26. November 2017 gab Meredith eine Vereinbarung zur Übernahme von Time Inc. bekannt. Die vom Fonds Koch Equity Development der Gebrüder Charles G. Koch und David H. Koch finanziell unterstützte Transaktion wurde Ende Januar 2018 abgeschlossen.
Im September 2018 wurde der Verkauf des Time-Magazins für 190 Millionen US-Dollar (163 Millionen Euro) an Marc Benioff und seine Frau bekannt.
Am 3. Mai 2021 erwarb Gray Television das Fernsehgeschäft der Meredith Corporation für 2,7 Mrd. US-Dollar. Hierzu wurde das Verlagsgeschäft unmittelbar vor der Übernahme in eine neue Gesellschaft mit dem bisherigen Namen Meredith Corporation abgespalten. Gray kaufte anschließend die bisherige Gesellschaft, welche nach der Abspaltung ausschließlich das Fernsehgeschäft enthielt.
Im Oktober 2021 übernahm InterActiveCorp die erst wenige Monate zuvor abgespaltene Meredith Corporation für ebenfalls 2,7 Mrd. US-Dollar und legte diese mit seiner Tochter Dotdash zu Dotdash Meredith zusammen.

## Fernsehsektor
Meredith besaß 17 Fernsehstationen und eine Radiostation. Die einzige Radiostation war WNEM (AM) in Saginaw, Michigan, einer Schwesterfernsehstation von WNEM-TV in Saginaw.

### Fernsehstationen
Fernsehstationen im Eigentum von Meredith
Ehemalige Fernsehstationen im Eigentum von Meredith